# Greigia macbrideana
Greigia macbrideana är en gräsväxtart som beskrevs av Lyman Bradford Smith. Greigia macbrideana ingår i släktet Greigia och familjen Bromeliaceae. Inga underarter finns listade i Catalogue of Life.